# Понте Бифорко (Арецо)
Понте Бифорко је насеље у Италији у округу Арецо, региону Тоскана.
Према процени из 2011. у насељу је живело 13 становника. Насеље се налази на надморској висини од 540 м.